# Campionat d'Europa de cursa per punts femení
El Campionat d'Europa de cursa per punts femenina és el campionat d'Europa de Puntuació, en categoria femenina, organitzat anualment per la UEC. Es porten disputant des del 2011 dins els Campionats d'Europa de ciclisme en pista.

## Pòdiums de les Guanyadores
| Proves | Or                        | Plata                     | Bronze                    |
| 2011   | Ievguénia Romaniuta (RUS) | Katarzyna Pawłowska (POL) | Jarmila Machačová (CZE)   |
| 2012   | Stephanie Pohl (GER)      | Ievguénia Romaniuta (RUS) | Elke Gebhardt (GER)       |
| 2013   | Kirsten Wild (NED)        | Danielle King (GBR)       | Leire Olaberría (ESP)     |
| 2014   | Eugenia Bujak (POL)       | Kelly Druyts (NED)        | Elena Cecchini (ITA)      |
| 2015   | Katarzyna Pawłowska (POL) | Élise Delzenne (FRA)      | Stephanie Pohl (GER)      |
| 2016   | Kirsten Wild (NED)        | Jolien D'Hoore (BEL)      | Katarzyna Pawłowska (POL) |
| 2017   | Trine Schmidt (DEN)       | Gulnaz Badikova (RUS)     | Tatsiana Xaràkova (BLR)   |